# Eudistoma australe
Eudistoma australe is een zakpijpensoort uit de familie van de Polycitoridae. De wetenschappelijke naam van de soort is voor het eerst geldig gepubliceerd in 1978 door Monniot.